# Kinesisk have
Den kinesiske have er en landskabshavestil, der har udviklet sig over tre tusind år. Det inkluderer både de store haver fra de kinesiske kejsere og medlemmer af den kejserlige familie, bygget til fornøjelse og til at imponere, og de mere intime haver oprettet af lærde, digtere, tidligere embedsmænd, soldater og købmænd, der er skabt til refleksion og flygte fra verden udenfor.
En kinesiske have skaber et idealiseret miniaturelandskab beregnet til at udtrykke den harmoni, der skal eksistere mellem mennesket og naturen. En typisk kinesisk have er omgivet af vægge og inkluderer en eller flere damme, stenværker, træer og blomster og et udvalg af haller og pavilloner i haven, forbundet med snoede stier og zig-zag-gallerier. Ved at flytte fra struktur til struktur kan besøgende se en række omhyggeligt sammensatte scener, der rulles ud som en række landskabsmalerier.
- Kinesiske pavilloner
- Kinesisk pavillon, Stowe House, Buckinghamshire (en)
- Kinesisk pavillon, Drottningholm, Stockholm (sv)